# 卡劳修斯

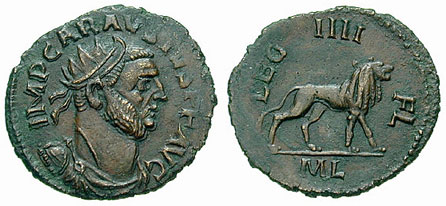
朗蒂尼亚姆造币厂铸造的带有卡劳修斯头像的钱币

卡劳修斯（拉丁語：Marcus Aurelius Mausaeus Valerius Carausius，？—293年），3世纪罗马帝国的军事指挥官。原是不列顛的海軍指揮官。286年，皇帝馬克西米安懷疑卡勞修斯有勾結法蘭克人海盜而從中圖利的嫌疑，遂下令處死他。卡勞修斯聞訊後叛變，自立为不列颠和高卢北部的皇帝，並於289年擊退馬克西米安的進攻。293年，馬克西米安的副帝君士坦提烏斯一世收復高盧北部地區，卡勞修斯不久後被财务大臣阿勒克图斯暗杀。